# بتسزهایده
بتسزهایده (به آلمانی: Beetzseeheide) یک شهر در آلمان است که در Beetzsee واقع شده‌است. بتسزهایده ۷۲۱ نفر جمعیت دارد.